# 内卡河畔基希海姆
内卡河畔基希海姆是德国巴登-符腾堡州的一个市镇。总面积8.53平方公里，总人口5205人，其中男性2608人，女性2597人（2011年12月31日），人口密度610人/平方公里。